# Dieter Friedrich
Dieter Friedrich (República Federal Alemana) es un atleta alemán retirado especializado en la prueba de 4x800 metros, en la que consiguió ser medallista de bronce europeo en pista cubierta en 1971.

## Carrera deportiva
En el Campeonato Europeo de Atletismo en Pista Cubierta de 1971 ganó la medalla de bronce en los relevos de 4x800 metros, con un tiempo de 7:25.0 segundos, tras la Unión Soviética y Polonia (plata).